# Cordylancistrus
Genre
Cordylancistrus est un genre de poissons téléostéens de la famille des Loricariidae. 

## Liste des espèces
Selon FishBase (28 octobre 2017) et World Register of Marine Species (28 octobre 2017) :
- Cordylancistrus daguae (Eigenmann, 1912)
- Cordylancistrus nephelion Provenzano & Milani, 2006
- Cordylancistrus perijae Pérez & Provenzano, 1996
- Cordylancistrus platyrhynchus (Fowler, 1943)
- Cordylancistrus torbesensis (Schultz, 1944)